# Hyalopeziza trichodea
Hyalopeziza trichodea är en svampart som först beskrevs av W. Phillips & Plowr., och fick sitt nu gällande namn av Raitv. 1970. Hyalopeziza trichodea ingår i släktet Hyalopeziza och familjen Hyaloscyphaceae.   Inga underarter finns listade i Catalogue of Life.